# Radio 4U
Радіо 4U — мережева радіостанція, що на українському радіоринку заявила про себе 5 лютого 2009 року, і яка входить до однієї з найбільших європейських медіагруп «Bauer».

## Закриття
У жовтні 2009 року проект було закрито, журналістів звільнено. Причина закриття — продаж станції польськими інвесторами київському холдингу «Нова Хвиля». Тепер на частоті 91,1 FM у Львові лунатиме «Радіо Шарманка»

## Історія
Працювала на частотах : Львів 91,1 FM, Тернопіль 106,1 FM, Івано-Франківськ 100,9 FM і Нововолинськ 106,8 FM.
Під час підготовки інформаційних випусків Радіо 4U використовувало повідомлення найбільших світових інформаційних агенцій і кореспондентів з Брюсселю, Берліна, Москви, Лондона і Вашингтона.
Окремо — 8 разів на добу — інформаційні випуски місцевих "Фактів ". Радіо 4U акцентувало увагу на локальній інформації з міст та регіону, а також на точній інформації з доріг, яка допомагає водіям у щоденних поїздках.
У жовтні 2009 року було продано Business Radio Group, сума операції могла становити 1.5 млн. дол.У грудні радіостанцію було переформатовано на "Радіо Шарманка". Польський холдинг пішов з України через економічну кризу та непрозорість ринку.